# Day Break
Day Break es una serie de televisión estadounidense de la que se produjo una temporada de 13 episodios. Está protagonizada por Taye Diggs, como el detective Brett Hopper, que está acusado del asesinato del fiscal de distrito Alberto Garza. Debido a un bucle de tiempo, Hopper vive el mismo día una y otra vez. La serie gira en torno a su intento de resolver el misterio de la muerte, y averiguar quién está detrás de la conspiración para inculparlo.
La serie fue presentada en la cadena ABC y se estrenó el 15 de noviembre de 2006. La rápida disminución de audiencia llevó a su cancelación el 15 de diciembre, después de haber retransmitido tan sólo seis episodios. El resto de los episodios fueron posteriormente puestos a disposición en línea en abc.com. La serie tuvo una audiencia de 6,5 millones de media.
El 16 de marzo de 2008, la red de cable TV One comenzó a emitir los seis episodios que ya se habían emitido. El domingo 20 de abril continuó con la emisión de los restantes siete episodios, que nunca se habían visto en televisión.

## Sinopsis
El detective de Los Ángeles Brett Hopper está atascado en el tiempo, viviendo una y otra vez el día en que fue acusado del asesinato del fiscal de distrito Alberto Garza. Cada día intenta encontrar pistas para descubrir los responsables del homicidio. Hopper debe limpiar su nombre, pero las personas cercanas a él se ven atrapadas en una red de conspiraciones que pondrá sus vidas en peligro.
Los días pueden complicarse con cada decisión que toma. Hopper intentará varias tácticas para luchar o huir de las acusaciones de asesinato. Al menos otra persona parece estar repitiendo el mismo día que Hopper, pero sus acciones rara vez afectan al caso de Hopper a menos que se encuentren trabajando juntos en esa repetición del día.
Si bien los episodios pueden comenzar en cualquier momento del día y puede contener múltiples días o partes del día, Hopper comienza cada día despertándose por la mañana a las 6:17 y ve cómo el reloj cambia a las 6:18 a. m.. Hopper sólo lleva sus recuerdos y su cuerpo, con las lesiones que haya sufrido en la anterior repetición de su día. Sin embargo, las lesiones sufridas por otras personas no se traspasan al día siguiente.
Si Hopper hace lo suficiente para crear diferencia en una situación, a veces algunos sucesos relacionados se ven alterados. Por lo general, esto implica el que alguien despierte con un sentimiento de aprensión o una nueva perspectiva respecto al objeto o la relación que Hopper afectó en una repetición anterior del día. Estos cambios pueden ser revertidos, como cuando Andrea decide ingresar a su novio en un centro de rehabilitación de drogas o los sentimientos que Rita experimenta hacia Hopper en los episodios 11, 12 y 13.

## Personajes[4]

### Personajes Principales
Brett Hopper, interpretado por Taye Diggs, el personaje principal de la serie. Es un detective que está acusado por el asesinato del fiscal de distrito Alberto Garza. Vive continuamente el mismo día desde las 6:17 a la misma hora del día siguiente. Cada nuevo día intentará comprender la conspiración para volver a la normalidad
Rita Shelten, interpretada por Moon Bloodgood, la novia de Brett. Es  enfermera y será una parte importante de la trama en relación con la conspiración en la que implican a Brett.
Jennifer Mathis, interpretada por Meta Golding, la hermana de Brett. Es maestra de escuela.
Andrea Battle, interpretada por Victoria Pratt, la actual compañera de Brett. También es detective y está siendo investigada por Asuntos Internos, por irregularidades de algunas relaciones con su informante "Slim". Mantiene una relación con Eddie Reyes, un expolicía adicto a las drogas.
Damien Ortiz, interpretado por Ramón Rodríguez, es el informante de Brett. Es miembro de la pandilla que decidieron a su vez contra su banda. Su piso franco fue emboscado la noche antes de la repetición de los días, pero consiguió escapar.
Chad Shelten, interpretado por Adam Baldwin, el antiguo compañero de Brett. En la actualidad, es un detective de Asuntos Internos. Es también el exmarido de Rita.

### Personajes Secundarios
| Actor             | Personaje        | Papel                                                                    |
| ----------------- | ---------------- | ------------------------------------------------------------------------ |
| Mitch Pileggi     | Armen D. Spivak  | Detective de homicidios                                                  |
| Ian Anthony Dale  | Christopher Choi | Detective de homicidios                                                  |
| Joe Nieves        | Fencik           | Expolicía "Agente sombra"                                                |
| Michael McGrady   | Buchalter        | Expolicía "Agente sombra"                                                |
| Jim Beaver        | Nick Vukovic     | Policía retirado, excompañero del padre de Brett                         |
| Don Franklin      | Randall Mathis   | Director, marido de Jennifer                                             |
| Michael B. Silver | Nathan Baxter    | Fiscal                                                                   |
| Bahar Soomekh     | Margot Clarke    | Mujer que salva a Brett de ser atropellada, secretaria del Juez Nitzberg |
| Jonathan Banks    | Conrad Detweiler | "Hombre sombra"                                                          |
| Nestor Carbonell  | Eddie Reyes      | Expolicía, amante de Andrea                                              |
| John Getz         | Tobias Booth     | City Councilman                                                          |
| Raymond Cruz      | Luis Torres      | Mano derecha de Booth, antiguo criminal                                  |
| Eric Steinberg    | Danny Yan/"Slim" | Traficante de drogas                                                     |
| John Rubinstein   | Barry Colburn    | Abogado defensor                                                         |
| Clayton Rohner    | Jared Pryor      | El hombre que también parece estar experimentando el bucle temporal      |
| Marlene Forte     | Mrs. Garza       | Mujer de Alberto Garza                                                   |

## Episodios
1. Pilot
2. What If They Run
3. What If He Lets Her Go
4. What If He Can Change the Day
5. What If They're Stuck
6. What If They Find Him
7. What If He's Not Alone
8. What If She's Lying
9. What If They're Connected
10. What If He's Free
11. What If He Walks Away
12. What If She's the Key
13. What If It's Hi